# Clyde Geronimi

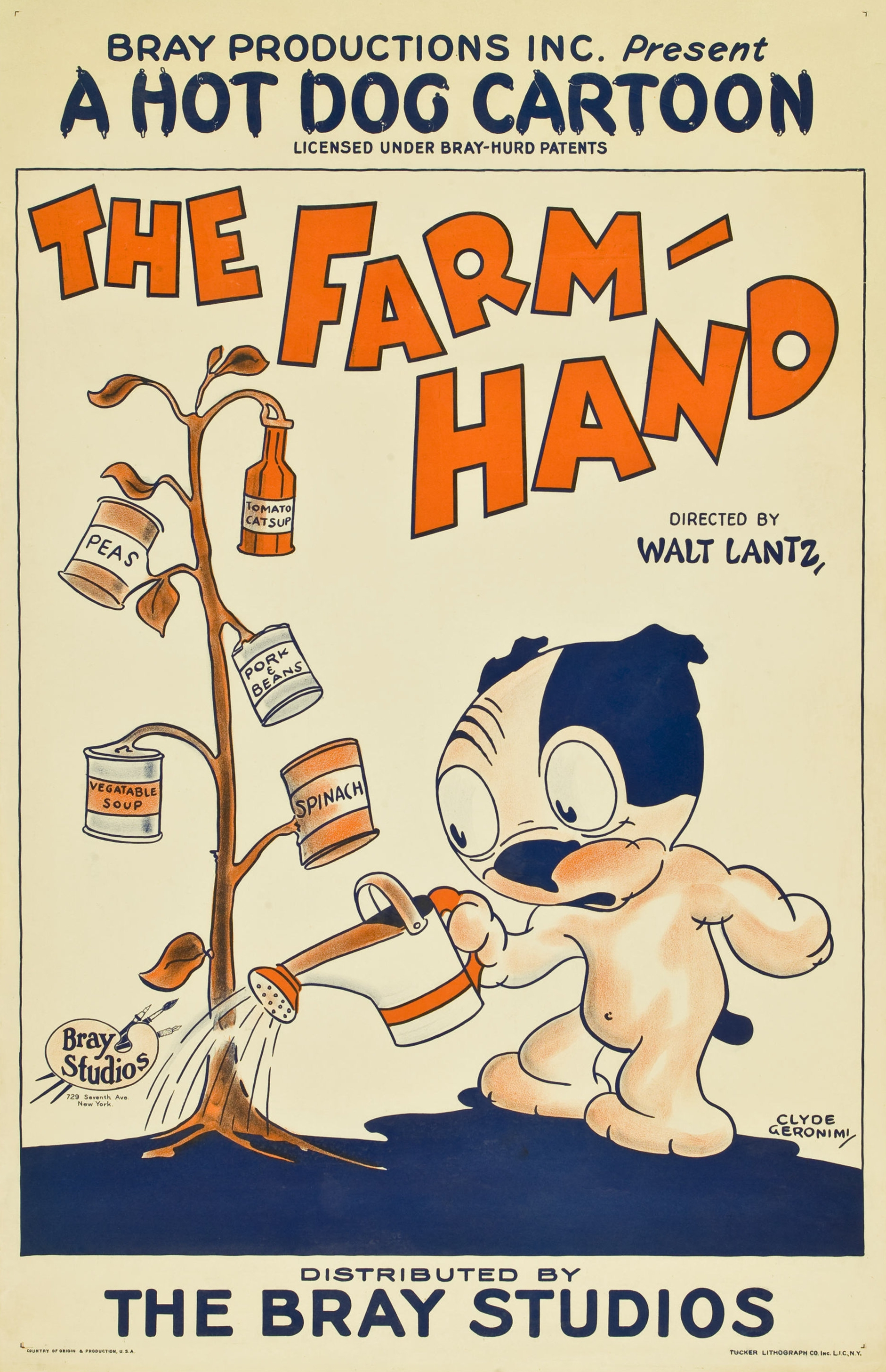
O Fazendeiro (Bray Studios, 1927)

Clyde "Gerry" Geronimi (Chiavenna, 12 de junho de 1901 — Newport Beach, Califórnia, 24 de abril de 1989)  foi um animador e cineasta norte-americano, célebre por seus filmes produzidos pela Walt Disney Pictures com as animações:
- Cinderela - A Gata Borralheira (Cinderella) (1950)
- Alice no País das Maravilhas (Alice in Wonderland) (1951)
- As Aventuras de Peter Pan (Peter Pan) (1953)
- A Dama e o Vagabundo (Lady and the Tramp) (1955)
- A Bela Adormecida (Sleeping Beauty) (1959)
- Os 101 Dálmatas (One Hundred and One Dalmatians) (1961)